# Agareb (Tunesien)
Agareb (arabisch عقارب, DMG ʿAqārib) ist eine Küstenstadt und Gemeinde im östlichen Tunesien im Gouvernement Sfax. Sie liegt 20 Kilometer von Sfax entfernt. Ab 2004 hatte sie eine Bevölkerung von 9610.

## Geschichte
Sie wurde vom islamischen Heiligen Brahim ben Yaakoub Sid Agareb im 14. Jahrhundert gegründet.

## Gegenwart
Agareb hat ein großes Industriegebiet, das eines der größten Fliesenwerke in Tunesien umfasst. Pastoral und Olivenproduktion sind wichtig.
Eine zivilgesellschaftliche Kampagne namens „Manish Msab“ („Ich bin keine Mülldeponie“) lenkte die nationale Aufmerksamkeit auf Agareb als „Heimat der giftigsten Mülldeponie des Landes“.